# Zaunkönigsänger
Der Zaunkönigsänger (Zeledonia coronata), früher als Zeledonie bezeichnet, ist ein kleiner Singvogel und der einzige Vertreter der Gattung Zeledonia. Robert Ridgway benannte die Art nach dem costa-ricanischen Ornithologen José Castulo Zeledón. Der Vogel wird in eine eigene Familie Zeledoniidae gestellt und es wurde eine Verwandtschaft zu den Zaunkönigen (Troglodytidae) oder auch den Drosseln (Turdidae) angenommen, was sich auch im englischen Trivialnamen wren-thrush widerspiegelt. Verbreitet ist die Art in Costa Rica und Panama. Die IUCN listet sie als „nicht gefährdet“ (least concern).

## Merkmale

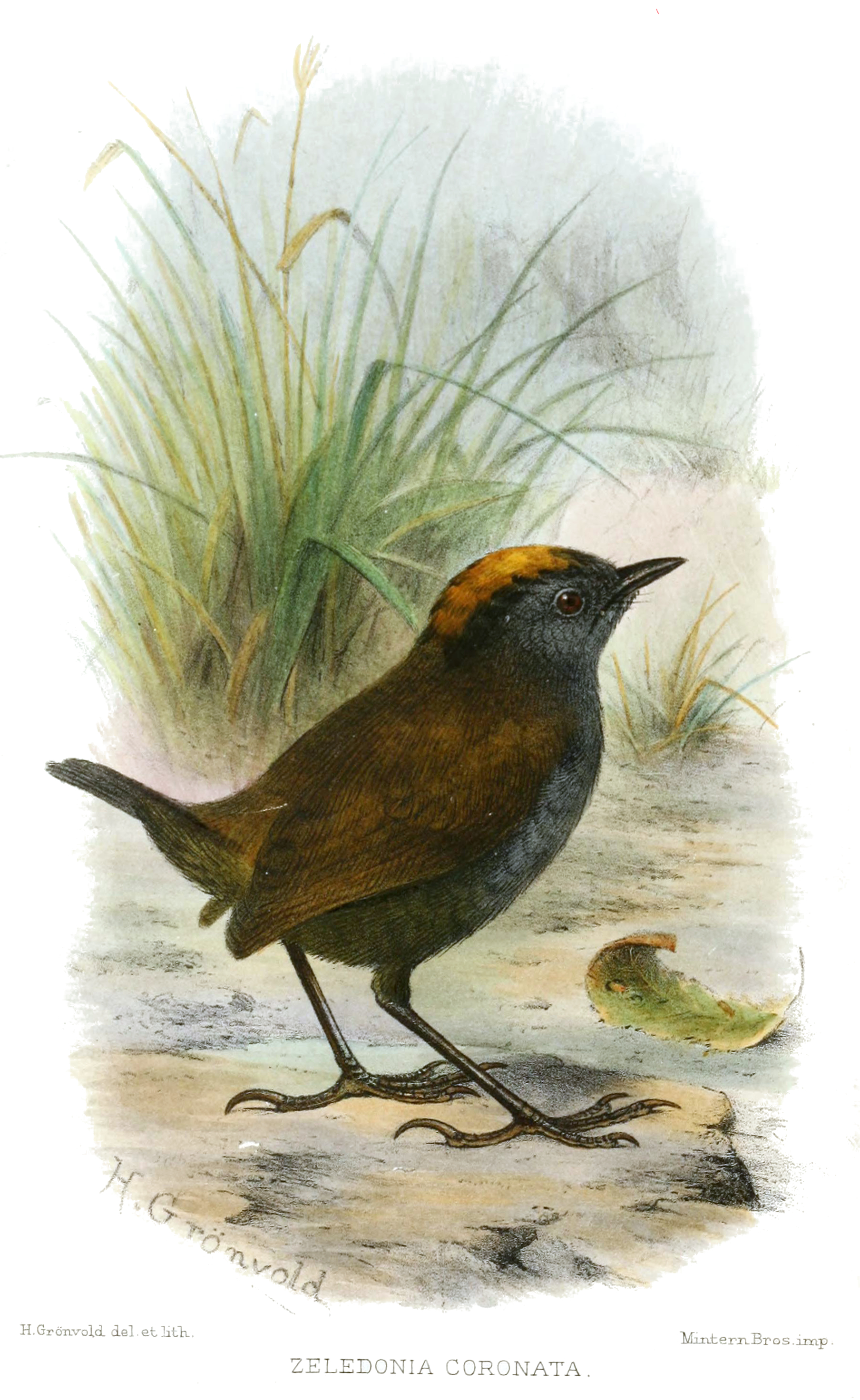
Zaunkönigsänger, Illustration von Henrik Grönvold

Der Zaunkönigsänger erreicht eine Körperlänge von 12 Zentimetern. Die Flügellänge beträgt beim Männchen 6 bis 6,6 Zentimeter, beim Weibchen etwa 5,95 bis 6,5 Zentimeter. Adulte und Jungvögel ab dem ersten Jahr haben eine orange-rötlichbraune Krone, schwarze Scheitelseitenstreifen, einen schwach angedeuteten dunklen Augenstrich sowie einen blassen Augenring. Das restliche Kopfgefieder sowie das Unterseitengefieder sind dunkel schiefergrau, mit dunkeloliven Flanken und Unterschwanzdecken. Der Nacken- und das Oberseitengefieder ist ebenfalls dunkeloliv. Flügel und der Schwanz sind dunkelbraun mit dunkeloliven Federrändern, die Beine dunkel bräunlich-fleischfarben und der Schnabel schwärzlich.

## Vorkommen, Ernährung und Fortpflanzung

Verbreitungsgebiet des Zaunkönigsängers (grün)

Der Zaunkönigsänger ist ein Standvogel und wandert nur beschränkt innerhalb der Höhenlagen der von ihm bewohnten Standorte. Das Verbreitungsgebiet erstreckt sich entlang des Gebirgszuges Cordillera de Guanacaste im Norden von Costa Rica bis in den Südosten von Westzentralpanama. Der Zaunkönigsänger bewohnt dichtes Bambusgestrüpp in kühlen, feuchten Bergwäldern sowie die tropische Vegetationsform Páramo in Höhen von 1500 bis 2500 Metern.
Er ernährt sich überwiegend von Insekten und Spinnen, den er im dichten Unterholz aufstöbert. Sein aus Moos, mit einem seitlichen Eingang, erbautes Nest legt er bevorzugt gut versteckt auf moosbedeckte Lagen an. Die Brutzeit findet zwischen April und Juni statt. Ein Gelege besteht gewöhnlich aus zwei braungefleckten weißen Eiern. Über die Bebrütungszeit gibt es keine Untersuchungen. Flügge wird der Nachwuchs spätestens nach 17 Tagen.